# Sumpfspitzmaus
Die Sumpfspitzmaus (Neomys anomalus) ist ein Säugetier aus der Familie der Spitzmäuse. Sie besiedelt die Ufer naturnaher Gewässer sowie Sümpfe in Mittel- und Südeuropa.

## Kennzeichen
Die Kopf-Rumpf-Länge beträgt 65–86 mm und die Schwanzlänge 40–56 mm. Die Tiere wiegen 6–16 g, selten bis zu 18,5 g. Das Fell ist auf der Oberseite schieferschwarz, die Unterseite ist grau bis weiß. Die Art zeigt weniger starke Anpassungen an das Leben im Wasser als die ähnliche Wasserspitzmaus, ein Borstensaum an Schwanz und Hinterfüßen ist nur angedeutet.

## Verbreitung

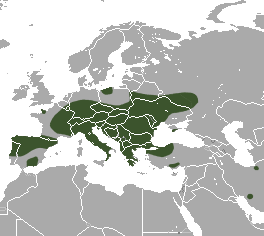
Verbreitungsgebiet der Sumpfspitzmaus

Das räumlich stark zersplitterte (disjunkte) Verbreitungsgebiet der Art umfasst Mittel- und Südeuropa sowie Kleinasien. In West-Ost-Richtung reicht das Areal von Portugal bis zum Don. Die Art fehlt weitgehend im Norden und Westen Europas, die nordwestliche Grenze des relativ geschlossenen Verbreitungsgebietes verläuft von Mittel-Frankreich über Südost-Belgien, Westfalen, Thüringen und Sachsen bis in den Norden Tschechiens und der Slowakei. Nördlich davon gibt es isolierte Vorkommen im Nordwesten Frankreichs sowie im Nordwesten und im Osten Polens, nach Süden reicht die Verbreitung bis in den äußersten Süden Italiens und in das zentrale Griechenland.

## Lebensraum
Die Sumpfspitzmaus besiedelt die eutrophe Ufervegetation an Stillgewässern, langsam fließenden Bächen und Flüssen sowie Sümpfe vom Flachland bis in 1850 m Höhe. Die Habitatnutzung ist offenbar wesentlich durch die Konkurrenz mit der Wasserspitzmaus beeinflusst. Dort, wo die Wasserspitzmaus fehlt, lebt die Sumpfspitzmaus stärker aquatil und nimmt auch an Größe zu.

## Lebensweise
Die Ernährung besteht vor allem aus Wasserinsekten und deren Larven, Weberknechten und Regenwürmern, bei Nahrungsmangel jagt die Art auch in Bereichen abseits von Gewässern. Die Fortpflanzung findet vermutlich von April bis Oktober statt. Ein Weibchen hat maximal drei Würfe im Jahr, die jeweils 3 bis 13 Junge umfassen. Die Jungtiere wiegen bei der Geburt 0,5–0,6 g, die Augen öffnen sich nach 21 bis 22 Tagen und die Säugezeit beträgt etwa 30 Tage.

## Bestand und Gefährdung
Die Sumpfspitzmaus wird in Deutschland aufgrund ihrer engen Bindung an naturnahe Gewässer und der Gefährdung dieser Lebensräume durch Gewässerverbauung in der Roten Liste als „stark gefährdet“ (Kategorie 2) geführt. Neuere Untersuchungen haben jedoch zumindest regional zu einer positiveren Einschätzung der Gefährdung geführt, so wurde die Art in Bayern im Jahr 2003 nur noch als „gefährdet“ (Kategorie 3) eingestuft. In Deutschland ist die Sumpfspitzmaus als eine Verantwortungsart innerhalb der Nationalen Strategie zur biologischen Vielfalt der Bundesregierung eingestuft. Der Weltbestand gilt laut IUCN als ungefährdet.